# Lubaina Himid
Lubaina Himid (Zanzíbar, 1954) és una artista britànica i professora d'art contemporani de la Universitat de Lancashire Central. El seu art se centra en temes de la història cultural i les identitats. Va ser una de les primeres artistes involucrades en el moviment Art Negre de la dècada de 1980 i continua creant obres reivindicatives que es mostren en galeries de la Gran Bretanya, així com d'altres països. Himid va estudiar al Wimbledon College of Art, on va estudiar disseny de teatre, i es va graduar en història de la cultura pel Royal College of Art.
Himid ha ocupat càrrecs en diverses juntes i comitès. És membre del consell d'administració de Centre de les Arts Lowry, de Manchester. A més, és membre de la junta d'arts visuals de l'Arts Council England, Creative Partnerships East Lancs i Arts Council England North West. Abans havia sigut membre de la Matt's Gallery de Londres (2002-05), i del consell de la Tate Liverpool (2000, 2005). De 1985 a 1987 Himid va ser en el comitè d'arts visuals de l'Associació de les Arts de Gran Londres.
Himid va guanyar el premi Turner en 2017.

## Exposicions individuals
- "A fashionable Marriage", Gallery Pentonville, Londres (1986)
- "Plan B Zanzibar", Tate St Ives (1999)
- "Inside The Invisible", Museu St. Jorgens, Bergen, Noruega (2001)
- "Double Life", Museu de Bolton[2] (2001)
- "Naming The Money", Galeria Hatton, Newcastle (2004)
- "Swallow", Judges' Lodgings, Lancaster[2] (2006)
- "Swallow Hard", Judges' Lodgings, Lancaster (2007)
- "Talking On Corners Speaking In Tongues", Museu Harris, Preston (2007)
- "Kangas and Other Stories", Galeria Peg Alston, Nova York (2008)
- "Jelly Mould Pavilion", Sudley House (Liverpool) i Museus de Liverpool (2010)
- "Tailor Striker Singer Dandy", Platt Hall, Museus de Manchester (2011)